# Bechstedtstraß
Bechstedtstraß ist ein Ortsteil der Landgemeinde Grammetal im Westen des Landkreises Weimarer Land in Thüringen. Bechstedtstraß liegt zwischen Erfurt im Osten und Weimar im Westen nördlich der Bundesautobahn 4 auf einem sanft ansteigenden Gelände zwischen Thüringer Becken und Ilm-Saale-Platte.

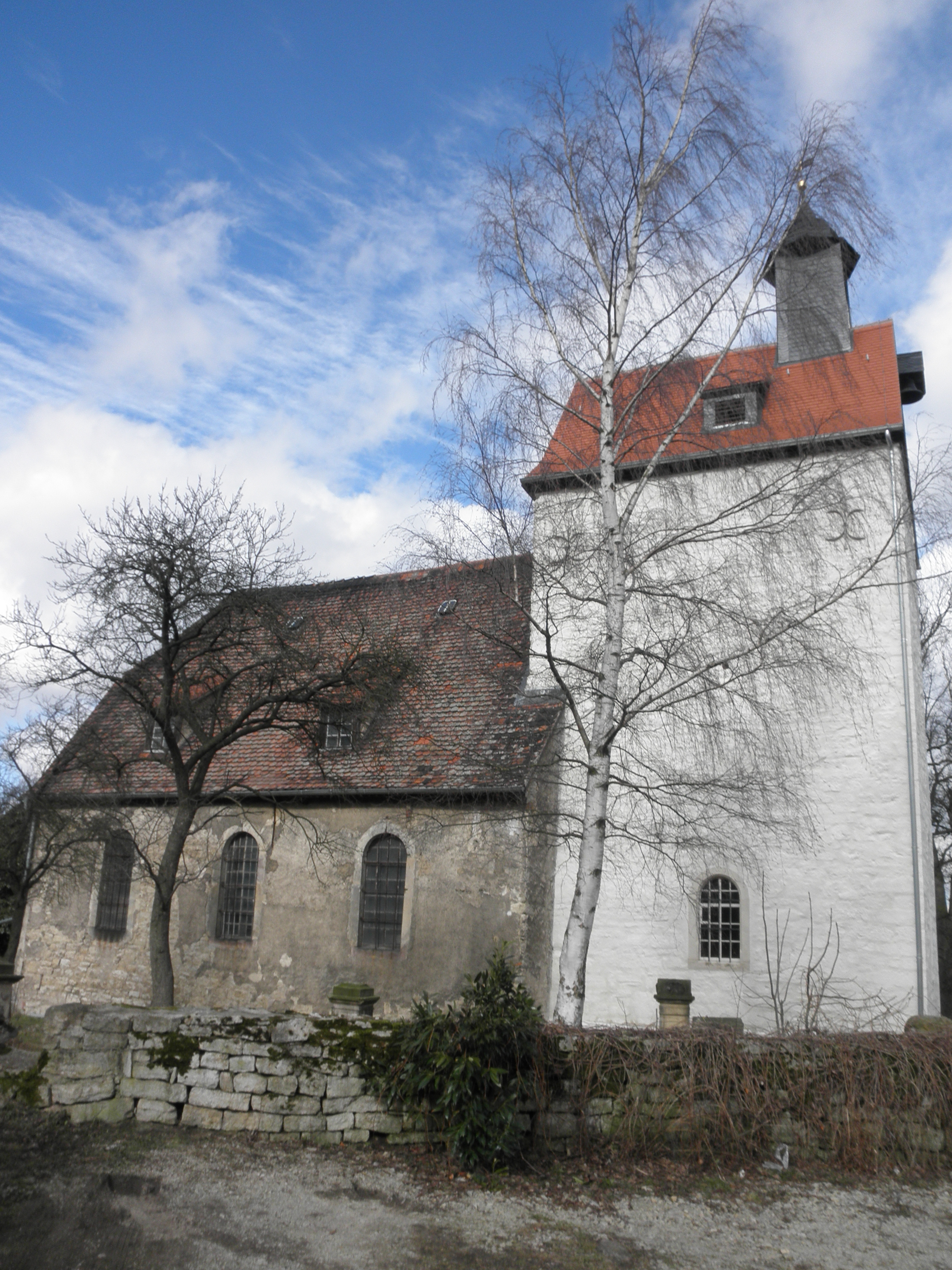
Die Kirche von Bechstedtstraß

## Geschichte

### Vor 1900
Wie Bodenfunde ca. 500 m westlich der Kirche belegen, war der Raum in der Steinzeit, in der Bronzezeit und in der germanischen Zeit besiedelt. Der Ort Bechstete (so auf einer Urkunde aus dem Jahre 860) lag an einer Gabelung der Salzstraße (zwischen Gutendorf und Ollendorf über Niederzimmern) und einem Weg nach Erfurt, weshalb seit Mitte des 16. Jahrhunderts Bechstedt den Zusatz „via“ oder „(an der) Straß“ in Unterscheidung zu Bechstedt-Wagd (Ilm-Kreis) erhielt. Die ersten Gehöfte gruppierten sich um einen Dorfplatz an dessen oberen Rand schon vor 1000 eine Kirche errichtet wurde. Die Kirche wurde dem ersten thüringischen Bischof Bonifatius geweiht.
Wie Fuldaer Urkunden belegen, hatte die  Reichsabtei bedeutende Güter im Raum Bechstedtstraß. Es sind drei Schnitzfiguren aus gotischen Altären erhalten, die vom mittelalterlichen Reichtum des Dorfes zeugen.
Das Dorf gehörte vom Mittelalter bis 1815 zur Stadt Erfurt, danach gehörte Bechstedtstraß zum Großherzogtum Sachsen-Weimar-Eisenach (Amt Vieselbach).
Im 16. Jahrhundert war Bechstedtstraß eines der bedeutenden  Waiddörfer Erfurts. Daran erinnern Waidsteine auf dem Dorfanger und das alte Tor des Meierhofes (Im Dorfe 17).
1830 und um 1850 gab es verheerende Brände im Dorf. In dieser Zeit reisten mehrere Familien nach  Amerika aus.
1884 wurde der Kirchhof als Friedhof geschlossen. Bestattungen finden seit 1880 auf dem Friedhof unterhalb des Angers statt.

### 21. Jahrhundert
Am 31. Dezember 2019 schloss sich die Gemeinde Bechstedtstraß mit weiteren Gemeinden zur Landgemeinde Grammetal zusammen. Die Verwaltungsgemeinschaft Grammetal, der alle Gemeinden angehörten, wurde gleichzeitig aufgelöst.

## Religion
Die evangelischen Christen gehören zur Kirchgemeinde Nohra (Katharina von Bora) zusammen mit Gemeindegliedern aus  Nohra, Ulla, Bahnhof Nohra und Isseroda. Gottesdienste finden monatlich einmal statt. Das Pfarramt ist in Nohra. Die katholischen Christen feierten bis 1972 in der Dorfkirche ihre Messe. Heute finden die Gottesdienste in Weimar,  Herz-Jesu-Kirche, statt.

## Politik

### Ehemaliger Gemeinderat
Der Gemeinderat in Bechstedtstraß bestand aus sechs Ratsmitgliedern, die bei der Kommunalwahl am 25. Mai 2014 in einer Verhältniswahl gewählt wurden, und dem ehrenamtlichen Bürgermeister als Vorsitzender.
Die Sitzverteilung im letzten Gemeinderat:
| Wahl | Offene Bürgerliste | Unabhängige Wählerliste | Gesamt  |
| ---- | ------------------ | ----------------------- | ------- |
| 2014 | 4                  | 2                       | 6 Sitze |

### Ehemaliger Bürgermeister
Letzter Bürgermeister von Bechstedtstraß war Klaus Eidam.

## Sehenswürdigkeiten
- Die Bockwindmühle an der Straße nach Isseroda wurde 1620 erstmals urkundlich erwähnt und 1834 nach einem Brand neu erbaut. In den Jahren 2000–2001 wurde sie restauriert und ist wieder windgängig sowie voll funktionstüchtig.[3]
- Pfarrkirche St. Bonifatius

Kirchturm aus dem 14. Jahrhundert mit romanischen Okuli und gotischer Sakramentsnische und Glocke aus dem 14. Jahrhundert. Uhrglocke aus dem Jahre 1609. Erweiterung der Kirche Anfang des 18. Jahrhunderts. Große Witzmann-Orgel (Disposition von Alexander Wilhelm Gottschalg) von 1877. Jugendstilausmalung aus dem Jahre 1905.
2008 wurde der Turm statisch gesichert. Die Kirche erhielt ein modernes Kruzifix von Lutz Hellmuth, ein Bleiglasfenster nach Entwürfen von Ulf Raecke und einen geschmiedeten Ambo von Michael Ernst
2010 statische Sicherung des Dachstuhls.
- Kirchhof mit 21 historischen Grabsteinen
- Ehrenfriedhof für mehr als 70 sowjetische Kriegsgefangene am nördlichen Ortsausgang, die Opfer der harten Lebensbedingungen oder von Misshandlungen bei der Zwangsarbeit am Autobahnbau wurden
- Portal der ehemaligen Meierei, Im Dorfe 17
- Gehöft des ehemaligen Pfarrhauses, Im Dorfe 20
- Wohnhaus, im Dorfe 48
- zwei Waidmühlsteine auf dem Dorfanger, Nähe Friedhof

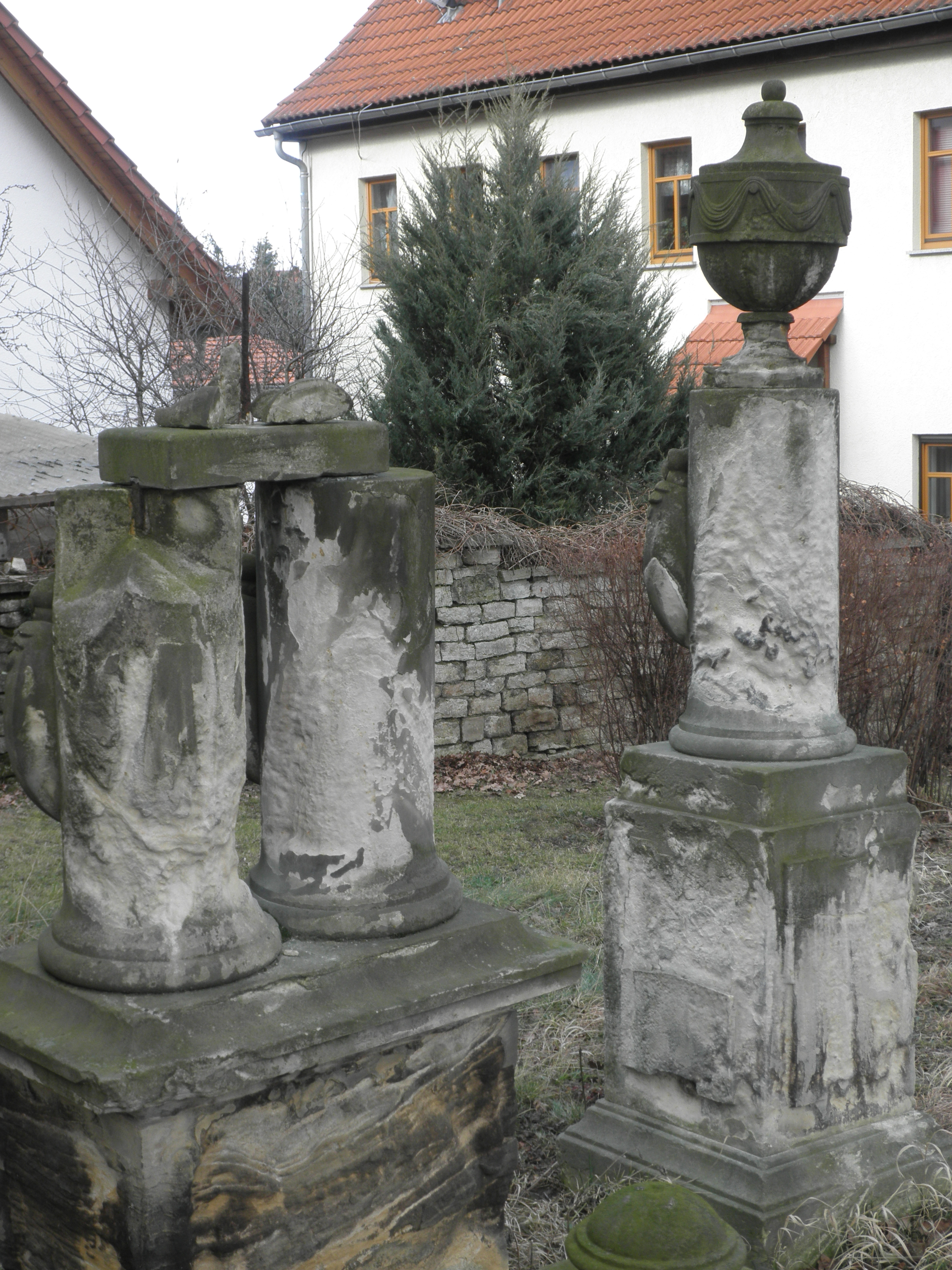
Historische Grabsteine auf dem Kirchhof
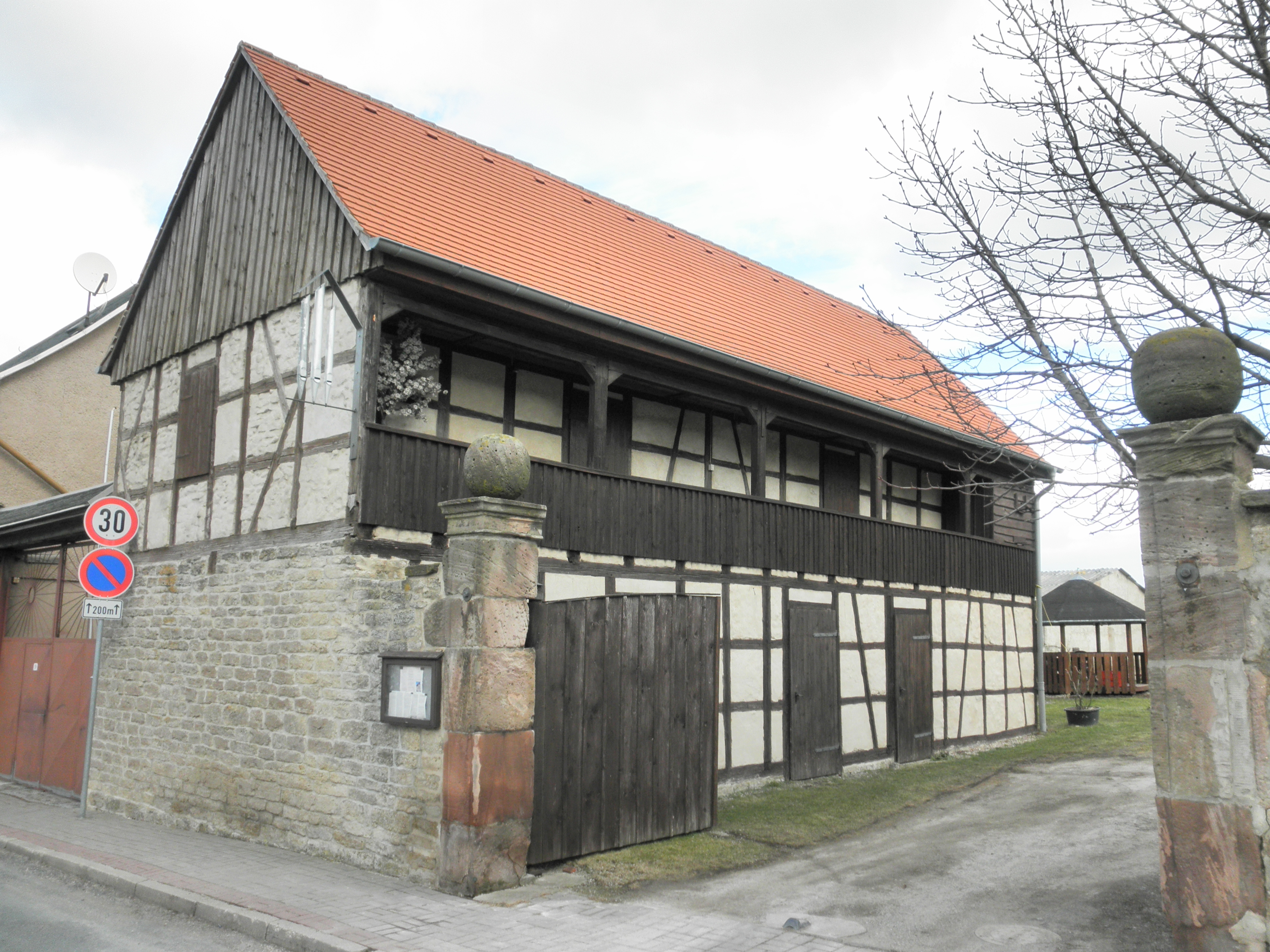
Ehemaliges Orgelmuseum
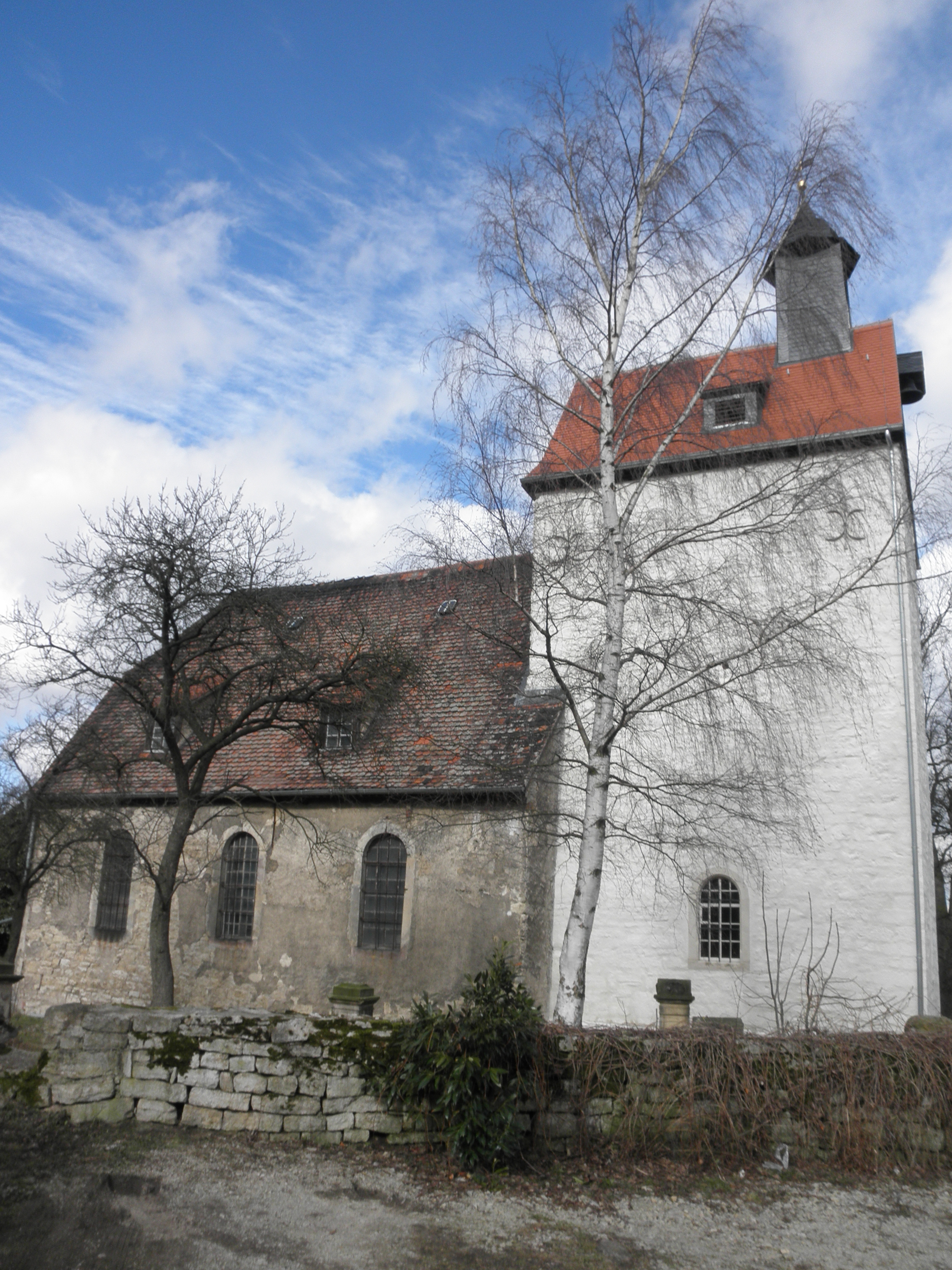
Kirche St. Bonifatius vor der Sanierung des Saalbaus
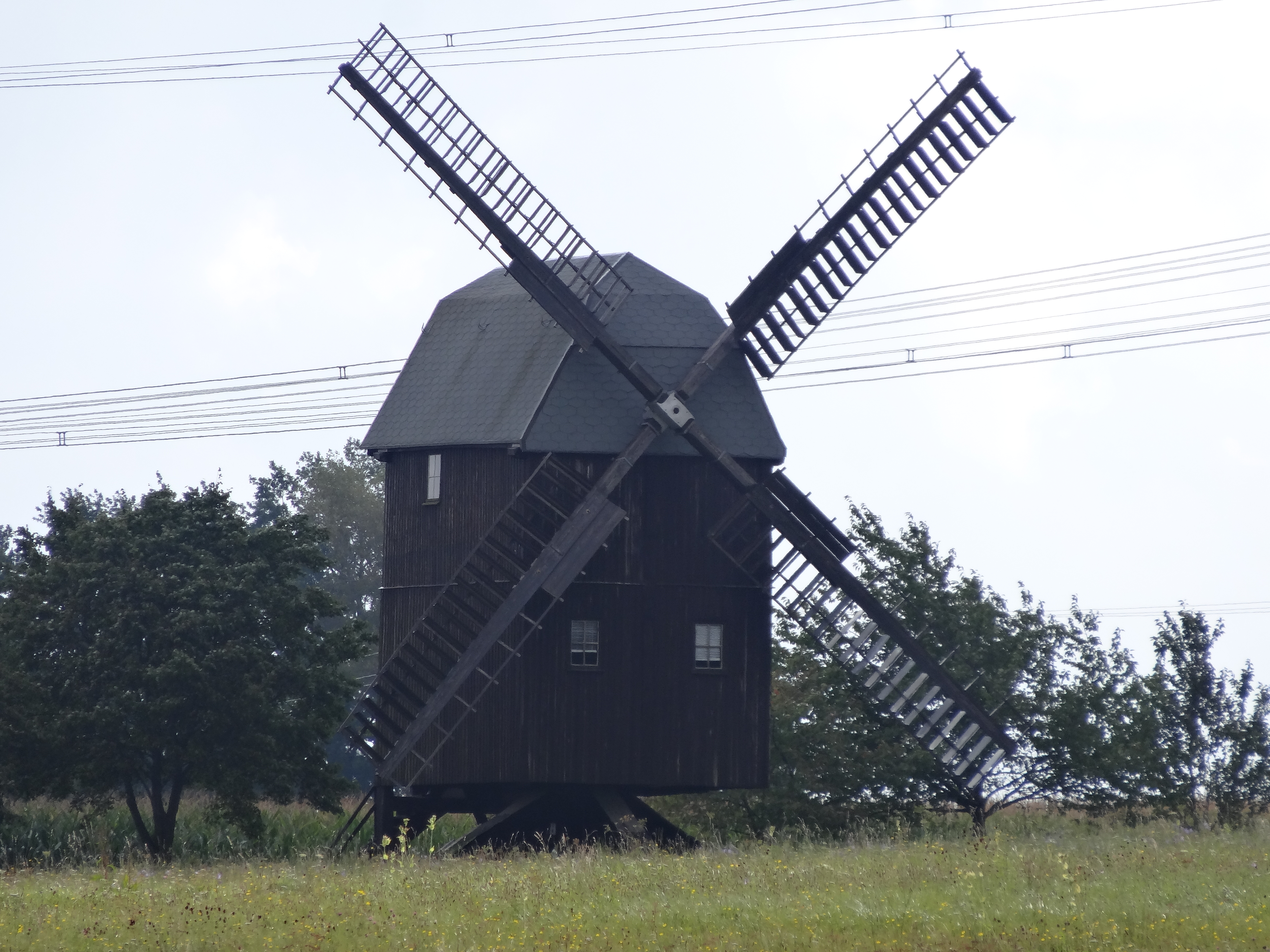
Windmühle